# Faceless World
Faceless World (с англ. — «Безликий мир») — третий студийный альбом группы U.D.O., вышедший в 1990 году, наиболее успешно продававшийся из всех альбомов группы, достиг 37 места в чартах Швеции и 52 места в Германии

## Об альбоме
На Faceless World было отменено неписаное правило Диркшнайдера «никаких клавишных» и в результате в целом альбом получился более медленным и мягким по звучанию в сравнении с прочими альбомами группы. При подготовке альбома было уделено большее внимание мелодичности звучания, своеобразным, в том числе, оркестровым аранжировкам, однако не в ущерб тяжёлой ритмической основе и оригинальному голосу певца.
Альбом записывался в период с октября 1989 года по январь 1990 года на студии известного продюсера Дитера Диркса в Кёльне, продюсером альбома был барабанщик Accept Штефан Кауфманн, он же участвовал в записи клавишных. Альбом реализовывался RCA Records на виниле (PL74510), компакт-кассете (PK74510) и компакт-диске (PD74510). В поддержку альбома намечалось турне, однако оно не состоялось, ввиду того, что врачи рекомендовали Диркшнайдеру взять отпуск.
По словам Удо Диркшнайдера в ответ на вопрос об альбоме по прошествии 20 лет, альбом остаётся в числе его самых любимых собственных альбомов

## Список композиций
| №   | Название                         | Перевод названия       | Длительность |
| --- | -------------------------------- | ---------------------- | ------------ |
| 1.  | «Heart of Gold»                  | «Золотое сердце»       | 5:00         |
| 2.  | «Blitz of Lightning»             | «Удар молнии»          | 4:23         |
| 3.  | «System of Life»                 | «Система жизни»        | 4:12         |
| 4.  | «Faceless World»                 | «Безликий мир»         | 6:31         |
| 5.  | «Stranger»                       | «Незнакомец»           | 5:15         |
| 6.  | «Restricted Area (только на CD)» | «Запретная зона»       | 3:09         |
| 7.  | «Living on a Frontline»          | «Живу на передовой»    | 4:19         |
| 8.  | «Trip to Nowhere»                | «Путешествие в никуда» | 3:22         |
| 9.  | «Born to Run (только на CD)»     | «Родившийся бежать»    | 3:26         |
| 10. | «Can't Get Enough»               | «Всегда мало»          | 3:22         |
| 11. | «Unspoken Words»                 | «Невысказанные слова»  | 5:13         |
| 12. | «Future Land»                    | «Страна будущего»      | 5:13         |

## Синглы
- «Heart of Gold» (7" PB 43579]), 1990, «Heart of Gold»/«System of Life»
- «Faceless World» (CD PD 43514]), 01/1990, «Heart of Gold»/«Blitz of Lighting»/«Living on A Frontline»

## Участники записи
- Удо Диркшнайдер — вокал
- Матиас Дит  — гитара, клавишные
- Волла Бём — гитара
- Томас Смужински — бас-гитара
- Штефан Шварцман — ударные
- Штефан Кауфманн — клавишные